# Geografia polityczna
Geografia polityczna – dyscyplina geografii zajmująca się wzajemnym oddziaływaniem przestrzeni geograficznej i procesów politycznych. Innymi słowy, zajmuje się badaniem zjawisk i systemów politycznych w ich kontekście przestrzennym.
Przedmiotem badań geografii politycznej jest struktura i funkcja różnego rodzaju jednostek politycznych, tj. obszarów jednorodnych pod względem badanych cech politycznych. Są to przede wszystkim państwa, ale również jednostki niższego rzędu (analiza podziału administracyjnego) oraz struktury ponadpaństwowe (organizacje międzynarodowe). Do szczegółowych zagadnień geografii politycznej należą studia nad granicami i pograniczami politycznymi oraz geografia wyborcza.